# Ramón Mifflin
Ramón Mifflin (5 d'abril de 1947) és un futbolista peruà.
Va formar part de l'equip peruà a la Copa del Món de 1970. Va ser jugador de clubs com Sporting Cristal, Racing Club, Santos, New York Cosmos o Los Angeles Aztecs de la NASL.